# Ancistrochilus
 Ancistrochilus  es un género conde 2 especies de orquídeas epífitas. Se distribuyen desde el oeste de África tropical hasta Tanzania.

## Descripción
Son plantas epífitas simpodiales con unos pseudobulbos anchos de una forma cónica o piriforme característica. Estos llevan de dos a tres hojas anchas, lanceoladas, y puntiagudas. Estas hojas se desprenden después de que el desarrollo se va enlenteciendo.
Poseen de tres a cuatro flores grandes de unos 8 cm de ancho y atrayentes por su perfume. El tallo floral aparece desde la base de un pseudobulbo maduro sin hojas, dando lugar a la inflorescencia. Los pétalos y sépalos tienen un color rosa fuerte. El labelo es trilobulado de color magenta, y termina en una proyección alargada, estrecha y curvada.

## Distribución y hábitat
La mayoría de las especies se distribuyen desde el oeste del África tropical a Tanzania y Uganda. Estas epífitas se encuentran sobre las ramas altas de los árboles y en sus troncos, en bosques de montaña en alturas entre 500 y 1.100 m. Son orquídeas de temperaturas frescas a cálidas.

## Taxonomía
El género fue descrito por Robert Allen Rolfe y publicado en Flora of Tropical Africa 7: 44. 1897.
Etimología
El nombre Ancistrochilus procede de las palabras griegas ankistron = "garfio" y cheilos = "labio" refiriéndose a la forma del labelo.

## Especies deAncistrochilus
- Ancistrochilus rothschildianus O'Brien (1907)  (W. África Trop. a Uganda)
- Ancistrochilus thomsonianus (Rchb.f.) Rolfe (1897)  (S. Nigeria a WC. África Trop.)